# 1674 Groeneveld
1674 Groeneveld је астероид главног астероидног појаса. Приближан пречник астероида је 27,38 ,
а средња удаљеност астероида од Сунца износи 3,197 астрономских јединица (АЈ).
Инклинација (нагиб) орбите у односу на раван еклиптике је 2,662 степени, а орбитални период износи 2088,336 дана (5,717 година). Ексцентрицитет орбите астероида износи 0,122.
Апсолутна магнитуда астероида износи 11,06 а геометријски албедо 0,088.
Астероид је откривен 7. фебруара 1938. године.